# Enz
Enz er en flod i Baden-Württemberg i Tyskland, og en af Neckars bifloder med en længde på 112 km. 
Den udspringer af to mindre floder Lille Enz og Store Enz, som har sit udspring i den nordlige del af Schwarzwald ved Enzklösterle. I Calmbach løber de to floder sammen og dannar Enz. Floden løber gennem Neuenbürg og Pforzheim, hvor den løber ud af Scwarzwald. Den løber videre gennem byerne Vaihingen og Bietigheim-Bissingen. Den nedre del af floden løber gennem et vindistrikt . Enz munder ud i Neckar i Besigheim. 
I tidligere tider var Enz en vigtig flod for tømmerflådning.